# 多情剣客無情剣
多情剣客無情剣(たじょうけんきゃくむじょうけん)は台湾の武俠小説家、古龍の武俠小説。「小李飛刀シリーズ」の一作目にあたる。続編的作品である『辺城浪子』には一部の人物で重複が見られる。

## 概略
主人公・李尋歓には相思相愛の恋人がいたが、友人がその女性を愛していると知り、自身は身を引いてしまう。だが、良かれと思って行ったことは決して良い結果をもたらさなかった。李尋歓はかつての恋人を忘れることができず悩み続け、今は人妻となった女もまた李尋歓への思いを忘れられずにいる。また、その友人は李尋歓に負い目を感じるとともに、自分より男として優れた彼に劣等感を持ち続けるのだった。
物語は、長年故郷を離れていた李尋歓が阿飛と名乗る謎の青年と出会い、親友となるところから始まる。そして、阿飛と一緒に行動しているうち、李尋歓は二度と会うまいと思っていたかつての友人、恋人とも再会を果たしてしまうのだった。
なお、「小李飛刀シリーズ」において直接的に李尋歓が登場するのは『多情剣客無情剣』のみだが、「小李飛刀シリーズ」その他の作品にも李尋歓の弟子である葉開など「小李飛刀」の使い手が登場する。

## 登場人物

### 主人公
李尋歓
本作の主人公。肺を病んでおり、たびたび血の混じった咳をしているが、大の酒好きで痛飲することもしばしば。武芸の達人であり、特に飛刀が得意。また、学問にも優れており、科挙にも第三位(探花)で合格している。そのため、「小李探花」とも呼ばれている才人。
かつて相思相愛だった女性がいたが、自分の友人も彼女を愛していると知り身を引く。しかし、いまだに彼女のことを愛しており、断ち切れぬ思いに苦しんでいる。そのためか、小刀で木材を削り、かつての恋人を彫っては土に埋め、また彫っては埋めるという行動を繰り返している。
小李飛刀
李尋歓の投擲する小刀。百暁生の「兵器譜」の第三位。何の変哲もない小刀だが、尋常でない速度で飛び、その命中精度は百発百中。相手の喉に突き刺さり、一撃で絶命させる。誰も避けることができないとされており、たびたび小李飛刀を破る、もしくはかわそうとする対戦者をことごとく打ち倒している。
阿飛
姓は不明であり、単に「阿飛」(「阿」は敬称の一種。あえて和訳するなら「飛さん」)とだけ名乗る青年。年は離れているが、李尋歓の親友となる。作中で一時期、林仙児の魅力に骨抜きになってしまい、いいように操られていた。このことが原因で李尋歓との友情にヒビが入るものの、自力で更生し、もとの雄々しさを取り戻す。なお、続編の『辺城浪子』では壮年となり、「伝説の達人」と呼ばれるまでに成長した姿で登場している。また、作中では明言されていないが、古龍の他作品である『武林外史』の主人公である沈浪と白飛飛の間に生まれた子供である。
阿飛の剣
特に技術があるわけではないが、とにかく突きの速度が速い。阿飛自身が若年であるため「兵器譜」には載っていないが、もし阿飛の剣が審査の対象になれば上位は間違いないとされている。

### 興雲荘
龍嘯雲
かつての李尋歓の友人。李尋歓が身を引いたため、林詩音と結婚する。妻が今でも李尋歓を愛しているのではないかと思い悩むとともに、男として自分より優れた李尋歓に劣等感を持っている。のち、金銭幇の上官金虹とよしみを結び、富貴を極めようとした。
龍小雲
龍嘯雲の息子。李尋歓にとってはかつての恋人の息子にあたる。年齢に似合わぬ武芸を身につけており、性格もすこぶる悪辣で子供らしい可愛げが全くない。ただ、母親に対しては猫をかぶっており、客あしらいも上手い。李尋歓と初めて出会ったとき、そうと知らない彼の攻撃によって二度と武芸を使えない体にされたことと、母親が彼に思いを寄せていることから李尋歓を憎悪している。
林詩音
李尋歓のかつての恋人。いまでは龍嘯雲との間に息子も生まれている。彼女の父親は李尋歓の母親の弟にあたる。
林仙児
林詩音の義理の妹。妖艶な美女であり、何人もの男を篭絡して楽しんでいた。自分の色仕掛けをはねのけた李尋歓を一方的に憎んでいる（ただし完全な逆恨み）。
梅花盗
30年前、江湖を騒がせた盗賊。金と一緒に女性の貞操まで盗んでいく、という強姦魔。正体は不明ながらも、殺した相手の胸に梅の花のような血痕を残すことから、梅花盗と呼ばれている。長らく姿を消していたが、李尋歓が興雲荘にやってきたのと同時期に復活したため、李尋歓が梅花盗ではないかという濡れ衣をきせられた。

### 金銭幇
上官金虹
金銭幇の幇主。「兵器譜」の第二位に位置しており、金銭幇の立ち上げには「兵器譜」の上位者を集めた。そのため、今では金銭幇の力は丐幇 を凌ぐ、とすら言われている。
子母龍鳳環
上官金虹の武器で、「兵器譜」の第二位。本来、「環」など間合いの短い武器は扱いが難しく、敬遠される傾向があるが、逆にこれを愛用するものは間違いなく達人ということになる。さらに上官金虹の場合、7年前から「手に環なし、心に環あり」という武芸の絶頂に到達している。
荊無命
上官金虹の腹心。幼少期より、上官金虹によって殺人の道具として作り上げられた。江湖に出てきたのは最近であり、「兵器譜」には記載されていない。異常に速い剣を得意とするが、無情であることから阿飛と対照的に描かれている。ただ、実際には感情を抑えているだけであり、情に深い人物と言える。
上官飛
上官金虹の息子。父と同じく鋼環を武器として愛用している。父が荊無命に付き切りで武芸を仕込んだことから、荊無命が父の隠し子だと思い込み、嫉妬している。
諸葛剛
金銭幇の一員で左足が付け根から無い老人。杖をついて歩くが、その鉄杖は六十三斤もの重量を誇り、「金剛鉄拐」として兵器譜の第八位に位置づけられる。「横掃千軍」の異名を持つ。
高行空
点穴の名手で、判官筆の使い手。他の金銭幇の構成員と同じく黄衫を着ている。兵器譜の三十七位。
燕双飛
金銭幇の一員で隻眼の男。飛槍の使い手で兵器譜の四十六位。

### 少林寺
心湖大師
少林寺掌門大師。百暁生とは数十年の付き合いがある。
心眉大師
少林寺護法大師。
心樹大師
少林寺首座の七人の五位。俗名は胡雲翼で、御史だった頃に官僚だった李尋歓を弾劾した過去がある。
心鑑大師
少林寺首座の七人の末席。俗名は単鶚(ぜんがく)で、かつては「七巧書生」の異名を持つ毒薬の玄人だった。

### その他の人物
孫小紅
講釈師の孫娘。両親を早くに亡くし、祖父の手ひとつで育てられた。後に李尋歓と金銭幇の戦い、また骨抜きになっていた阿飛の復活に少なからぬ協力をすることになる。
孫白髪
孫小紅の祖父。講釈師として江湖を回り、小紅とともに各地の噂話を語り歩いている。正体不明の人物だが、「兵器譜」の一位「天機老人」であるかのように暗示されている。
郭崇陽
「兵器譜」の第四位、「崇陽鉄剣」の使い手。物語の中盤で李尋歓と知り合い意気投合するが、これ以上仲良くなれば以後戦うことができなくなる、と言い決闘を申し込む。その戦いで李尋歓の飛刀を一本破壊するが、敗北。以後は李尋歓の親友となった。
呂鳳先
「兵器譜」の第五位、「温侯銀戟」の使い手（「温侯」とは三国志に登場する呂布のこと。呂布の得物は戟であった）。通常、兵器譜の50位であっても名誉なことであるのだが、呂鳳先にとっては五位と言う結果に満足できず、銀戟を捨てた。以後は手を極限まで鍛え、とても人間の手とは思えないような硬度を持った「手」を作り上げた。
西門柔
馬面に手のひらほどの青あざのある長身痩躯の男。「神鞭」の異名を持ち、普段腰に巻いている三丈近い軟鞭は「蛇鞭」として兵器譜の第七位に記載されている。
鉄伝甲
李尋歓を若と呼び付き従う髭面の大男。「鉄甲金剛」の異名を持ち、童貞でなければ習得できない「鉄布衫」を使う。

## 兵器譜
江湖の生き字引・百暁生が作成した武器の番付。ただし、作成から数年たっているため、最新の情報ではなく、また直接戦わせて作った番付でないため、下位の者が上位者に必ずしも勝てないというわけではない。また、百暁生が女性を蔑視していたためか、女の使い手が一人も入っていないことが指摘されている。それでも知名度はかなり高く、作中ではすくなくとも四十六位までは番付がなされているようで、この程度の順位でも十分に達人として扱われる。
基準として、武器自体の性能よりむしろ、使い手の能力を重要視して作成されている。そのため、実質的には武器の番付というより、武芸者の番付となっている。そこらの鍛冶屋が三刻で作った「小李飛刀」が三位であるのに対し、伊哭が七年掛けて完成させた「青魔手」(毒を仕込んだ鉄の手袋)が九位という結果になっているのはそういう理由である。
なお、作中で上位五名は重要人物として作中に登場するが、一位の「如意棒」とその使い手の「天機老人」だけは名前以外の情報が明らかにされなかった。

## 書誌情報
単行本　現在は絶版のため、入手は困難。
- 角川書店・岡崎由美訳

1. 多情剣客無情剣〈上〉2002年2月刊行　ISBN　978-4047913929
2. 多情剣客無情剣〈下〉2002年2月刊行　ISBN　978-4047913936

## 映像化作品
映画
- 『多情剣客無情剣』 香港 1977年

テレビドラマ
- 『小李飛刀』 中国 1999年
- 『飛刀問情』 中国 2002年（『小李飛刀』の続編）